# Liste der Monuments historiques in Val-des-Marais
Die Liste der Monuments historiques in Val-des-Marais führt die Monuments historiques in der französischen Gemeinde Val-des-Marais auf.

## Liste der Immobilien
| Bezeichnung          | Beschreibung | Standort                                          | Kennzeichnung | Schutzstatus | Datum | Bild |
| -------------------- | ------------ | ------------------------------------------------- | ------------- | ------------ | ----- | ---- |
| Dolmen von La Plaque | jungzeitlich | Aulnay-aux-Planches, nordöstlich des Ortes (Lage) | PA00078880    | Classé       | 1937  |      |

## Liste der Objekte
| Bezeichnung                            | Beschreibung | Standort                                  | Kennzeichnung | Schutzstatus    | Datum     | Bild |
| -------------------------------------- | --- | ----------------------------------------- | ------------- | --------------- | --------- | ---- |
| Gemälde Madonna mit Kind               | Ölfarbe auf Holz, 17. Jahrhundert                                                                                                   | Aulnizeux, in der Kirche St-Martin (Lage) | PM51000042    | Classé          | 1975      |      |
| Taufbecken                             | Stein, 14. Jahrhundert | Aulnizeux, in der Kirche St-Martin (Lage) | PM51002236    | Inscrit         | 1975      |      |
| Passions- und Kindheit-Christi-Retabel | Antwerpener Retabel; Eichenholz, farbig gefasst und vergoldet, um 1510; seit 1922 im Bestand des Louvre in Paris (Inv.-Nr. RF 1769) | Coligny, in der Kirche St-Sulpice (Lage)  | PM51001488    | Classé gelöscht | 1881 1942 |      |
| Skulptur Heilige Katharina             | Holz, farbig gefasst, 16. Jahrhundert                                                                                               | Aulnizeux, in der Kirche St-Martin (Lage) | PM51002237    | Inscrit         | 1975      |      |